# Братья Салливан

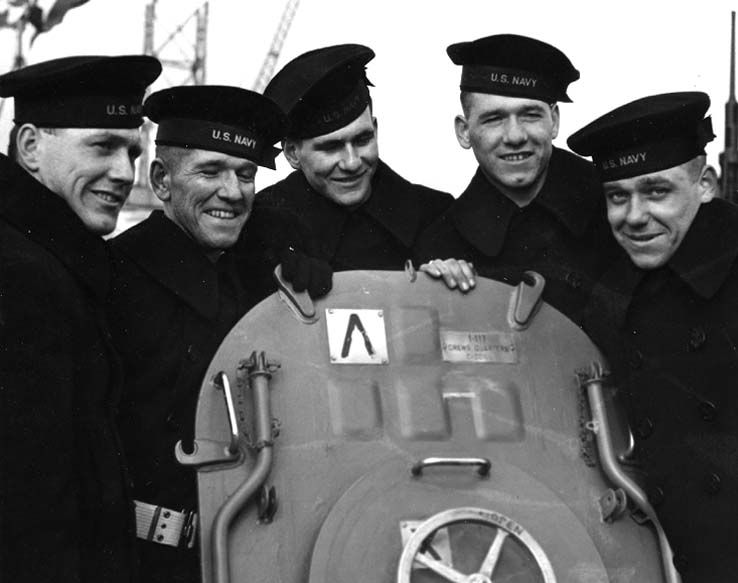
Братья на борту «Джуно»; слева направо: Джозеф, Фрэнсис, Альберт, Мэдисон и Джордж Салливан

Братья Салливан — пять родных братьев, погибших 13 ноября 1942 года во время морского сражения за Гуадалканал или вскоре после него, после потопления лёгкого крейсера «Джуно» — корабля, на котором они служили.
Салливаны были уроженцами Уотерлу, штат Айова, и детьми Тома и Аллеты Салливан. Их имена:
- Джордж Томас Салливан, 27 лет (родился 14 декабря 1914 года), старшина-артиллерист второго класса (до мая 1941 года Джордж числился старшиной-артиллеристом третьего класса)
- Фрэнсис «Фрэнк» Генри Салливан, 26 лет (родился 16 февраля 1916 года), старшина шлюпки (до мая 1941 года Фрэнк числился матросом первого класса)
- Джозеф «Джо» Юджин Салливан, 24 года (родился 28 августа 1918 года), матрос второго класса
- Мэдисон «Мэтт» Абель Салливан, 23 года (родился 8 ноября 1919 года), матрос второго класса
- Альберт «Эл» Лео Салливан, 20 лет (родился 8 июля 1922 года), матрос второго класса

## История
3 января 1942 года Салливаны завербовались на службу во флоте с условием, что служить они будут вместе. Американский флот уже тогда проводил политику разделения родственников, но это правило не соблюдалось жёстко. Джордж и Фрэнк служили во флоте до этого, их младшие братья ещё нет. Все пять были включены в команду лёгкого крейсера «Джуно».
«Джуно» участвовал в многочисленных морских сражениях в течение многомесячной кампании на Гуадалканале, начиная с августа 1942 года. Ранним утром 13 ноября 1942 года, во время очередной битвы у острова Саво, «Джуно» был поражён японской торпедой и был вынужден выйти из боя. Позднее тем же днём, уже покидая область Соломоновых островов и отступая вместе с остальными уцелевшими кораблями в тыловую базу на Эспириту-Санто, «Джуно» был повторно торпедирован на этот раз японской подводной лодкой I-26. Предположительно, удар торпеды по легкобронированному крейсеру пришёлся в район (или поблизости) погребов боеприпасов. Корабль взорвался и, развалившись на две части, быстро пошёл ко дну.
Капитан крейсера «Хелена» Гилберт Гувер, оставшийся старшим по званию офицером в отступавшем американском соединении, посчитал, что вряд ли кто-либо уцелел на «Джуно» после столь мощного взрыва. К тому же было бы безрассудно заниматься поисками выживших, подставляя и без того повреждённые корабли прячущейся неподалёку японской подводной лодке. Поэтому он приказал кораблям продолжать отход на Эспириту-Санто. «Хелена» лишь уведомила о случившемся пролетавший рядом патрульный бомбардировщик B-17, дабы он передал это сообщение в штаб союзников, чтобы те выслали на поиски корабли или авиацию.
Около ста человек из команды «Джуно» выжили и оставались на поверхности. Экипаж B-17, не желая нарушать режим радиомолчания, не передавал сообщение в свой штаб о необходимости отправки поисковой группы до тех пор, пока не вернулся с задания несколько часов спустя. Рапорт экипажа о местонахождении возможных выживших смешался с остальными бумагами, ожидавшими переработки, и оставался без внимания несколько дней. Так продолжалось до тех пор, пока штабисты не осознали, что поиски выживших всё ещё не начаты, и выслали запоздалый самолёт обследовать район гибели судна. Всё это время спасшиеся моряки с «Джуно», многие из которых были тяжело ранены, страдали от голода и жажды, подвергались атакам акул.
Спустя восемь дней после затопления десять уцелевших были обнаружены поисковым самолётом PBY Catalina и извлечены из воды. Выжившие моряки сообщили о том, что Фрэнк, Джо и Мэтт погибли мгновенно, Эл утонул на следующий день, Джордж оставался жив ещё четыре или пять дней.
Безопасность требовала того, чтобы флот не признавал потерю «Джуно», как и других кораблей, чтобы эти сведения не доходили до японцев. Однако родители братьев Салливан, перестав получать письма от сыновей, стали волноваться.
Родители братьев узнали об их смерти только 12 января 1943 года. В то утро их отец готовился идти на работу, когда три человека в униформе, лейтенант-коммандер, врач и главный старшина, подошли к парадной двери его дома. «У меня новости о ваших ребятах», — сказал морской офицер. «Который из них?» — переспросил Томас. «Я сожалею, — ответил офицер, — все пятеро».
У братьев осталась сестра, Женевьева. У Альберта остались жена и сын. «Сражающиеся братья Салливан» стали национальными героями. Президент Франклин Рузвельт направил Тому и Аллете письмо с выражением соболезнования. Папа Пий XII послал серебряную религиозную медаль и чётки вместе с посланием со словами сожаления. Сенат и палата представителей штата Айова приняла официальное постановление с посвящением братьям Салливан.
Томас и Аллета Салливан совершили ряд выступлений на военных заводах и верфях в поддержку военной экономики. Позднее Аллета участвовала в церемонии спуска на воду эсминца «Салливаны» (DD-537), названного в честь её сыновей.
В марте 2018 года исследовательская группа, спонсируемая корпорацией Microsoft и миллиардером Полом Аленом, сумела обнаружить обломки крейсера «Джуно» вблизи Соломоновых островов.

## Наследие

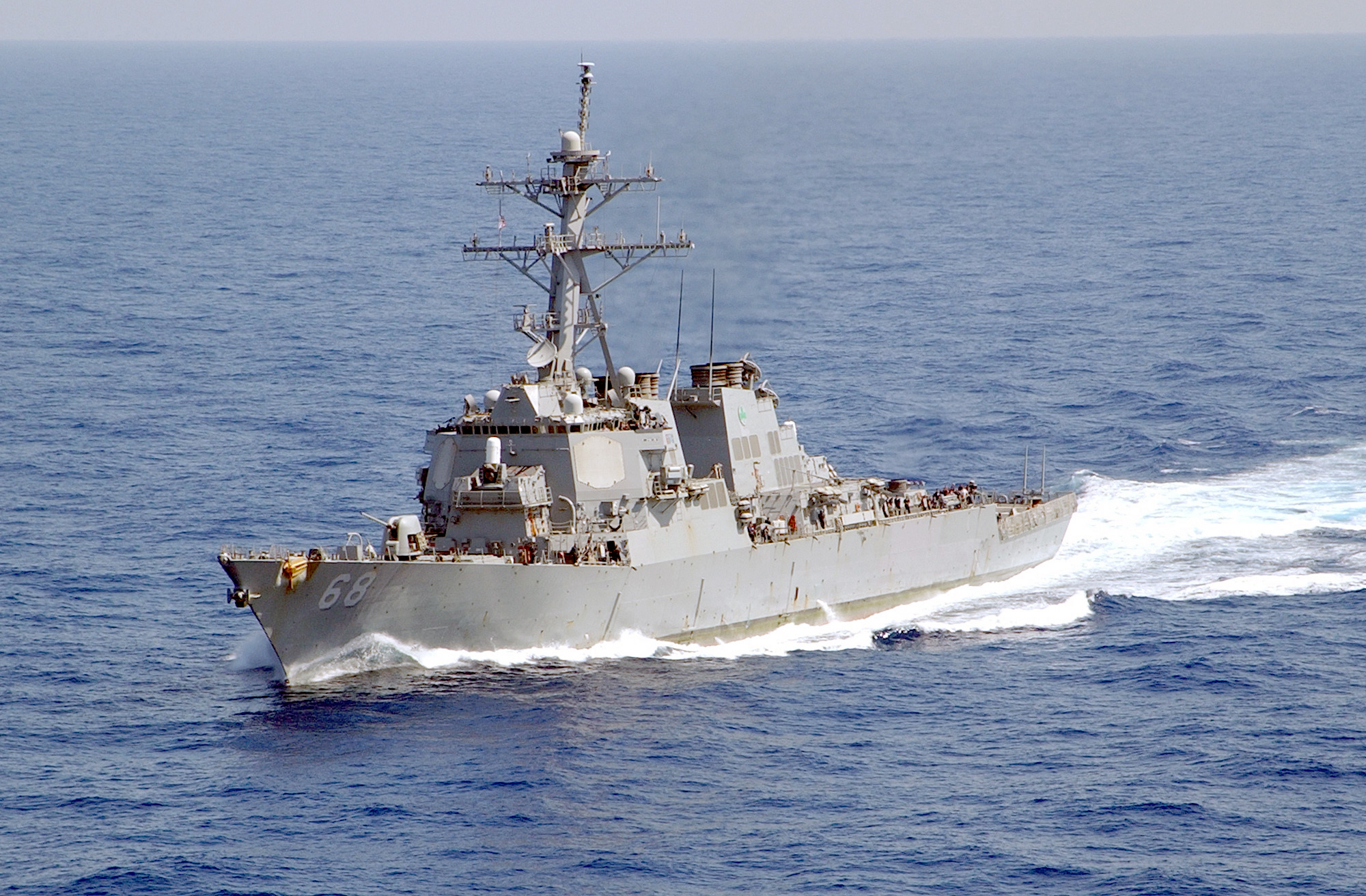
USS The Sullivans (DDG-68), 2003

- Смерть Салливанов повлекла за собой принятие военным министерством США политики последнего выжившего.
- Два эсминца флота США были названы в честь братьев: USS The Sullivans (DD-537) (первый американский военный корабль названный в честь более чем одного человека) и The Sullivans (DDG-68). Девиз обоих кораблей был: «Мы держимся вместе» (англ. We stick together).
- Сын Эла Салливана, Джеймс, служил на первом корабле «Салливаны», который крестила его бабушка. Второй корабль «Салливаны» крестила внучка Эла — Келли Энн Салливан Лугрен.
- Женевьева, единственная сестра братьев, служила в женском подразделении ВМС США WAVES[англ.]. Она была подругой Билла Болла, чья смерть в Пёрл-Харборе в своё время сподвигла братьев Салливан пойти во флот, чтобы отомстить за него.
- Томас и Аллета участвовали в поездках по стране в рамках кампании в поддержку облигаций военных займов, подчёркивая, что ни один из их сыновей не умер зря. Впрочем, горе всё же сломило Томаса и он умер в 1965 году несчастным человеком[6]. Аллетта умерла в 1972 году, Женевьева скончалась от рака в 1975 году[7].
- История братьев легла в основу художественного фильма 1944 года «Салливаны[англ.]»[~ 1][8] (позднее переименованного в «Сражающиеся Салливаны»), австралийского сериала «Салливаны[англ.]» (1976)  и вдохновила, хотя бы отчасти, киноленту «Спасти рядового Райана» (1998).
- В родном городе братьев, Уотерлу, штат Айова, в их честь назван конференц-центр «The Five Sullivan Brothers Convention Center»[9], улица и декоративная композиция в городском парке. К зданию музея в центре города было достроено крыло с экспозицией об их службе во время Второй мировой войны. Работы были завершены в 2008 году. Торжественная церемония открытия музея, на перестройку которого было потрачено 11,5 миллионов долларов, прошла 15 ноября 2008 года.
- Салливаны не были единственными братьями служившими на борту корабля. Насчитывалось как минимум три десятка пар братьев, служивших в подобных условиях, включая четырёх братьев Роджерс из Нью-Хейвена, штат Коннектикут. Двух Роджерсов перевели в другие команды ещё до злополучной операции у острова Саво. По воспоминаниям выживших моряков с «Джуно», как минимум двух Салливанов также планировали перевести на другие корабли.
- Песня «Sullivan» альтернативной рок-группы Caroline's Spine[англ.] повествует о судьбе братьев[10].

## Комментарии
1. ↑  Фильм номинировался на премию «Оскар» в категории «Лучший литературный первоисточник».